# Veerse Meer
Il Veerse Meer (lago di Veere) è un lago e ex-baia dei Paesi Bassi nella provincia della Zelanda. Fa parte del delta del Reno, della Mosa e della Schelda e divide le due ex-isole di Noord-Beveland e di Zuid-Beveland.
Il lago è formato da due ex-diramazioni della Schelda Orientale, il Veerse Gat a ovest e una parte dello Zandkreek a est. Una terza diramazione, orientata nord-sud, la Sloe, fu polderizzata quando l'isola di Walcheren fu connessa alla terraferma, di questa non resta che il canale di Walcheren che connette la parte occidentale del lago con la Schelda Occidentale.
È diventato un lago nel 1961 quando è terminata la costruzione della diga Veerse Gatdam che separa a ovest il Veerse Meer. A est è invece collegato alla Schelda Orientale attraverso la chiusa della diga Zandkreekdam; attraverso la stessa diga, dal 2004, viene immessa una quantità controllata d'acqua di mare, avendo come risultato che l'acqua del lago è di eccellente qualità, con un livello di salinità quasi come quello dell'acqua di mare, con maree medie di 25 cm. Il Veere Meer è uno dei rari ambienti dei Paesi Bassi dove si possono trovare la mercierella, Rhithropanopeus harrisii, e Einhornia crustulenta.
Il lago è meta di pescatori e vi si pratica il windsurf, lo sci nautico e la canoa. Grazie anche a un porto turistico nella zona di De Piet, in tutto il lago possono trovare ormeggio circa 3500 imbarcazioni da diporto.
Il Veerse Meer è lungo 22 chilometri e largo tra 250 e 1500 metri. Ha 13 isole formate da banchi di sabbia. Queste sono Shutteplaat, Mosselplaat, Haringvreter, Soelekerkplaat, Aardbeieneiland, Arneplaat, Bastian de Langeplaat, Spieringplaat, Zandkreekplaat, le tre isole di Middelplaten, Schelphoekplaat, Sabbingeplaat e un banco di sabbia in prossimità della Zandkreekdam.